# Uwe Fahrenkrog-Petersen
Jörn-Uwe Fahrenkrog-Petersen (ur. 10 marca 1960 roku w Berlinie) – niemiecki producent muzyczny, kompozytor i klawiszowiec. Członek rockowego zespołu Nena. Od 2011 roku współpracuje z byłym wokalistą Modern Talking, Thomasem Andersem, tworząc projekt "Anders/Fahrenkrog".

## Albumy
| Tytuł                           | Rok  |
| ------------------------------- | ---- |
| Two (oraz Thomas Anders)        | 2011 |
| Herbal Healing (oraz DJ Tomekk) | 2012 |

## Single
| Tytuł                                                | Rok  |
| ---------------------------------------------------- | ---- |
| Gigolo (oraz Thomas Anders)                          | 2011 |
| No More Tears on the Dancefloor (oraz Thomas Anders) | 2011 |